# NGC 5077
NGC 5077 est une galaxie elliptique située dans la constellation de la Vierge. Sa vitesse par rapport au fond diffus cosmologique est de 3 121 ± 30 km/s, ce qui correspond à une distance de Hubble de 46,03 ± 3,25 Mpc (∼150 millions d'al). NGC 5077 a été découverte par l'astronome germano-britannique William Herschel en 1784.
NGC 5077 est une radiogalaxie à spectre continu (Flat-Spectrum Radio Source) est une radiogalaxie à spectre continu (Flat-Spectrum Radio Source). C'est aussi une galaxie active de type Seyfert 1.9 ainsi qu'une galaxie LINER, c'est-à-dire une galaxie dont le noyau présente un spectre d'émission caractérisé par de larges raies d'atomes faiblement ionisés.
À ce jour, une dizaine de mesures non basées sur le décalage vers le rouge (redshift) donnent une distance de 44,290 ± 16,352 Mpc (∼144 millions d'al), ce qui est à l'intérieur des valeurs de la distance de Hubble.

## Trou noir supermassif
Selon une étude réalisée auprès de 76 galaxies par Alister Graham en 2008, le bulbe central de NGC 5077 renferme un trou noir supermassif dont la masse est estimée à 7,4+4,7
−3,0 x 108 {\displaystyle M_{\odot }}.
Selon une étude publiée en 2009 et basée sur la vitesse interne de la galaxie mesurée par le télescope spatial Hubble, la masse du trou noir supermassif au centre de NGC 5077 serait comprise entre 440 millions et 2 milliards de {\displaystyle M_{\odot }}.

## Groupe de NGC 5077
NGC 5077 est la plus brillante galaxie d'un trio. Les deux autres galaxies du groupe de NGC 5077 sont NGC 5079 et NGC 5105.